# Tomáš Vladimír Sládek
Tomáš Vladimír Sládek (17. prosinec 1862, Újezdec – 9. prosinec 1926 Jindřichův Hradec) byl významná osobnost Jihočeského kraje přelomu 19. a 20. století, kde působil jako „národovec“, náčelník Sokola, předseda Národní rady v Jindřichově Hradci a především jako učitel.

## Život

### Mládí
Narodil se v hájovně Vávrovka, která spadá pod obec Újezdec na hranici dnešní CHKO Třeboňsko. Zde také visí deska na jeho památku, původně zavěšená v roce 1936, která se na konci roku 2012 dočká znovuodhalení k výročí 150 let od jeho narození.
Po měšťanské škole v Kardašově Řečici navštěvoval Sládek Gymnázium v Jindřichově Hradci. Odtud potom směřoval do Ústav pro výchovu učitelů v Soběslavi a Českých Budějovicích.

### Učitel
V dobových materiálech je popisován jako člověk s velkým nadšením pro učitelské povolání, na kterého se jeho žáci obraceli ještě v dospělosti o radu. Po zkoušce dospělosti v roce 1882 začal jako podučitel v Kostelní Radouni. Po roce převzal místo na škole v Jindřichově Hradci. Už v době na přelomu století bylo možné získávat doplňující studium i po zkoušce způsobilosti, kterou složil v roce 1885. Své vzdělání si rozšiřoval kurzy pro výuku tělesné výchovy nebo vychovatelství. Ty pak uplatnil nejen v učitelské praxi.
Do roku 1920, kdy byl penzionován, strávil za katedrou 35 let.

### Sokol
Se Sokolem měl společného víc, než jen datum narození/založení v roce 1862. Od svých studentských let byl aktivním cvičitelem vznikající organizace v Jindřichově Hradci. Postupně se stal náčelníkem místní jednoty a poté i náčelníkem Jihočeské župy Žižkovy.
V této funkci strávil 10 let a pracoval jak na tužení těl, tak i o duchovní stránku svých cvičenců.

### Národovec
Na jindřichohradecku a novobystřicku byli čeští obyvatelé v příhraničních obcích v menšině. Jejich podporou, vzděláváním, osvětou a podporou se zabýval většinu života. Byl už ve své době považovaný za kulturního a národního buditele českého jihu a od roku 1908 byl vedoucím představitelem místní Národní jednoty pošumavské.

### Politika
Zkušenosti ale i vzácné postavení se v roce 1918 promítly do dalšího směřování jeho služby. Už v červenci 1918 stanul v čele Národní rady. 28. října 1918 spolu s dalšími měšťany sepsal v restauraci U Kadleců (dnes Zlatá husa) prohlášení, kterým se přihlásili k nové republice a Národní rada tak převzala moc nad Jindřichovým Hradcem. Ve vedení města zůstal až do své smrti v roce 1926.
Při jeho pohřbu se o něm v místních novinách psalo jako o miláčkovi občanstva a z oken měšťanských domů visely smuteční prapory. Pochován byl na městském hřbitově u Kostela nejsvětější trojice v Jindřichově Hradci.